# Kislew
Kislew (ook wel Kislev of Kisleew; Hebreeuws: כִּסְלֵו) is de derde maand van het joodse jaar en telt 29 of 30 dagen.
Deze maand valt ongeveer samen met de tweede helft van november en de eerste helft van december in de gregoriaanse kalender.
Eén feest valt in de maand kislew:
- 25-30 - Chanoeka, inwijdingsfeest van de tweede joodse tempel (dit feest loopt door in de volgende maand tevet).